# 小行星5882
小行星5882（英語：5882）是一颗围绕太阳公转的小行星。1992年11月18日，川里信弘在上野原市发现了此天体。
这颗小行星的绝对星等为177.3156119496134等。